# 嶋田繁太郎
嶋田 繁太郎（しまだ しげたろう、1883年〈明治16年〉9月24日 - 1976年〈昭和51年〉6月7日）は、日本の海軍軍人、政治家。海軍大将正三位勲一等功二級。
海兵32期・海大13期。海軍大臣（第22代）。軍令部総長（第17代）。A級戦犯として終身刑。

## 生涯
1883年（明治16年）9月24日、東京府に旧幕臣で神官の嶋田命周の長男として生まれる。実家が神官の家系であることから敬神家であり、毎朝の神社参拝を日課とし、日々の職務を規則正しくこなす、他の軍人に見られるような我の強さが無い、酒も飲まない、政財界との付き合いも一切無い、といった質素で非常に生真面目な人柄だったとも言われる。
東京中学を経て、1904年（明治37年）海軍兵学校32期を191人中27番の成績で卒業。同期に山本五十六・吉田善吾・塩沢幸一・堀悌吉らがいる。日露戦争に出征し、日本海海戦では防護巡洋艦「和泉」に乗り組んで偵察活動に従事する。
1910年（明治43年）、海軍大学校乙種に進み、1915年（大正4年）に海大甲種13期を卒業し少佐に昇進。1916年（大正5年）より3年間イタリア駐在武官を務める。1923年（大正12年）より海軍大学校教官を務め、1926年（大正15年）には第七潜水戦隊司令に就任。
1927年（昭和2年）に起こった美保関事件では、軍法会議で、被告となった同期生・水城圭次の特別弁護人となり、井上継松とともに責任は耳に障害のある水城を艦長に補職した海軍当局にあると論陣を張った。
1928年（昭和3年）には軽巡洋艦「多摩」、戦艦「比叡」の艦長を相次いで務めた。1929年（昭和3年）に少将に進級後は第二艦隊、次いで連合艦隊の参謀長を務め、1931年（昭和6年）に海軍潜水学校校長に就任した。
1932年（昭和7年）1月に上海事変が勃発すると、2月2日に第三艦隊参謀長に着任し、上海に出動。同年4月29日上海天長節爆弾事件に遭遇するが難を逃れる。

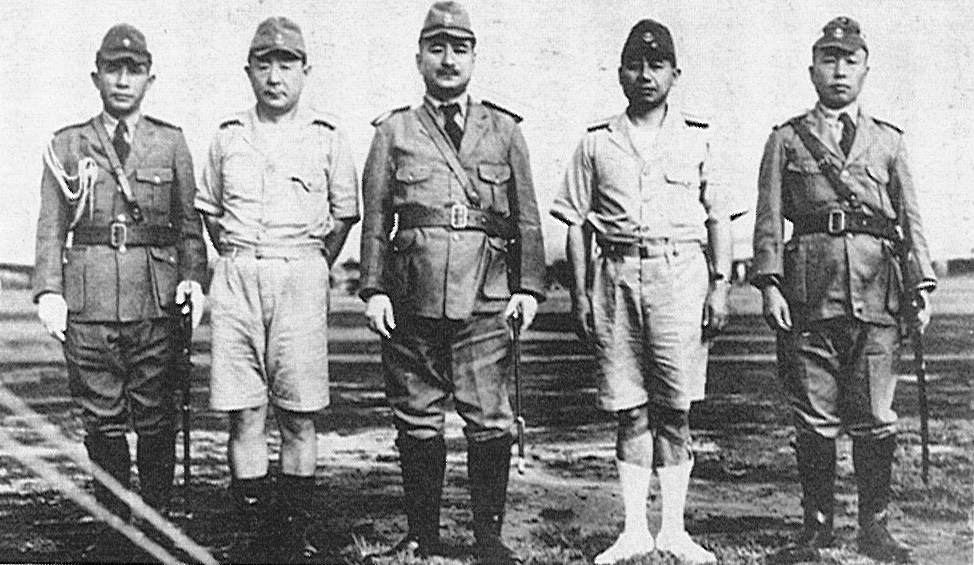
左2人目から山口多聞、嶋田、大西瀧治郎

帰国後の6月28日に着任した海軍軍令部第三班長を皮切りに軍令部畑を歩み、同第一班長（軍令部令改正に伴い1933年〈昭和8年〉10月1日に第一部長に改称）を経て1935年（昭和10年）に軍令部次長に就任した。海軍軍令部第三班長として、アメリカ本土の諜報を指導した。
嶋田の軍令部第一部長在任中に、兵32期同期生である堀悌吉が大角人事によって予備役に追われた際は、他の同期生らと連携し、軍令部第一部長の職を賭して堀を擁護したが、力及ばなかった。この時の嶋田の奔走について、渡辺滋（2021年現在、山口県立大学国際文化学部准教授）は下記のように評する。
1937年（昭和12年）に第二艦隊司令長官に親補されてからは、呉鎮守府、支那方面艦隊、横須賀鎮守府の司令長官を歴任した。

### 太平洋戦争
1941年（昭和16年）10月18日、東條内閣の海軍大臣を拝命。打診された際は辞退したが、伏見宮博恭王の勧めで受諾した。就任時は不戦派だったが、伏見宮から「速やかに開戦せざれば戦機を逸す」と言葉があり、対米不信（この時、海軍はアメリカが来春には米領フィリピンのルソン島に300機のB17爆撃機を増強することをつかんでおり、国防上、それよりも前に開戦しなければならないと考えていたとされる）、物資への関心からも開戦回避は不可能と判断し、10月30日に海軍省の幹部たちを呼んで「この際、戦争の決意をなす」「海相一人が戦争に反対した為に戦機を失しては申し訳ない」と述べ、鉄30万トンで対米開戦に同意した。また、海相に就任した嶋田がこれまでの不戦論を撤回し、陸軍に対して協調的態度を取ったことにより、遂に日米開戦は不可避となった。対米開戦直前、海兵同期の山本五十六は「嶋ハンはおめでたいんだから」と慨嘆したという。
11月30日、軍令部員の高松宮宣仁親王が戦争慎重論を上奏した。この時、召喚された際には昭和天皇の問いに「物も人もともに十分の準備を整えて、大命降下をお待ちしております。先日上京した山本連合艦隊司令長官の話によりますと、訓練も出来上がり、将兵の士気旺盛、自信あり、ハワイ作戦には張り切っていると申しておりました」「今度の戦争は、石にかじりついても勝たねばならぬと考えております」と述べた。これに対し天皇が「ドイツが欧州で戦争をやめたときはどうするかね」と訊ねると「ドイツは真から頼りになる国とは思っておりませぬ。たとえドイツが手を引きましても、どうにかやってゆけると思います」と述べたとされる。
しかし、政治的な情勢を見る目は優れていた。山本の推し進める真珠湾攻撃作戦を開戦時の作戦としてあまりにも挑発的な側面がある事を危惧していたらしく、同時に大戦への参入を意図して、敵対的な外交姿勢を貫いてくるアメリカ合衆国政府の態度に鑑みて、この状況での真珠湾攻撃作戦はアメリカが日本の軍事的挑戦を受けたという政治的状況を生み出し、アメリカ政府に参戦への大義名分を与えることに気付き、むしろ（被害を出すことを覚悟しても）アメリカ側の攻撃によって戦争が始まったという状況を生み出したほうがアメリカ国民の戦意を低下させられるのではないかとの見方を持っており、真珠湾攻撃について議会で報告をした際の政治家をはじめとする国民の熱狂ぶりを見て「これからが大変なんだ」と周囲に漏らし、その楽観振りに嘆息するなど、軍政家として優れた見識を見せていたという。
1942年（昭和17年）11月、第三次ソロモン沖海戦において戦艦「比叡」と運命を共にしなかった艦長・西田正雄に対し、査問会も開催せずに予備役編入・即日召集という懲罰人事を行った。山本五十六はこの措置に「艦長はそこで死ねというような作戦指揮は士気を喪失させる」と抗議したが、山本と不仲でもあった嶋田はそれを無視した。1942年12月15日、正三位。

嶋田は第二号艦（戦艦「武蔵」）建造を中止すべきとたびたび意見していたが、待たれたしという意見によって抑えられていた。

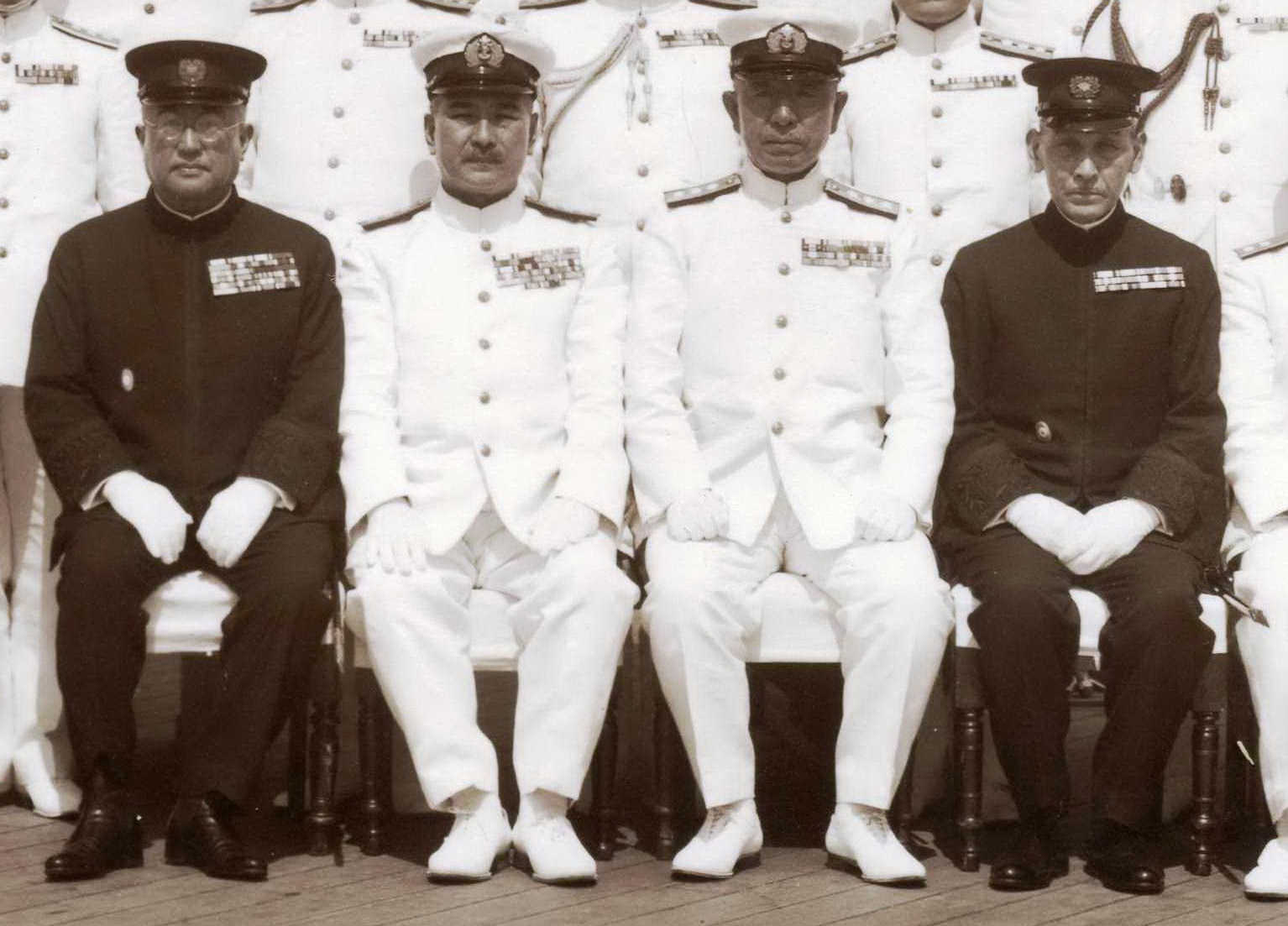
左から宮相・松平恒雄、海相・嶋田、連合艦隊司令長官・古賀峯一、侍従長・百武三郎（戦艦・武蔵艦上にて）

陸軍との対抗意識の強い海軍内では、対米戦争に突入してなお、嶋田の戦争遂行における陸軍との協力的姿勢は批判にさらされた。嶋田が陸軍の東條英機より歳は1歳上ながらも東條に追従する腰巾着の如き振る舞いとして揶揄（）され、「（東條首相の）嶋田副官」のあだ名が付き、中には「東條の男メカケ」とまで酷評する声もあった。海軍部内における、他のあだ名として、「しまはん」「ズベ」などと呼ばれていた。南方方面及び中部太平洋方面のアメリカの反攻に伴い海軍部内では海軍のみが戦闘をしているという考えが強くなり、連合艦隊長官・古賀峯一は、嶋田と軍令部総長・永野修身に対し陸兵力の同方面進出をたびたび要求するが、困難であり、二人への不満は高まっていった。海軍省でも軍務局2課を中心に「嶋田は東條に従属しすぎる」という声があった。1944年（昭和19年）2月、昭和19年度航空機生産に対するアルミニウムの配分で海軍の要求が通らず、大型機の多い海軍は陸軍より航空機を生産できなくなったとして、嶋田と永野に対する不満はさらに高まった。実際には日本は生産力を失い、減らされた量での航空機の生産計画すら現実には達成できなかった。
2月19日、嶋田は責任上辞任を考慮し、後任の海相を豊田副武、軍令部総長を加藤隆義にする意向を東條に伝えるが、東條の参謀総長兼任の決意を知り、嶋田も決意と趣旨に賛同して自らは永野修身を更迭し、自分が軍令部総長も兼任する決心をした。
2月21日、軍令部総長を兼任。嶋田の兼任は戦局が不利なこともあり、部内の風当たりは強く、東條に従属しすぎるという批判を著しく刺激する結果になった。岡田啓介は東條内閣の倒閣のため嶋田の更迭を考慮するようになる。嶋田は着任すると陸海の統帥部一体化、航空兵力統合などのXYZ問題の研究を即時打ち切って、研究も禁止した。情報部の実松譲が「アメリカは戦時生産から平時生産にシフトし始めている」という情報を配布したところ、嶋田に「敵のことを好く書いている。まるで役に立たん」と配布禁止を食らった。
6月のマリアナ沖海戦の敗北で、サイパン放棄を決定し、6月25日、その後の方針を決めるための元帥会議に出席。会議後、嶋田は、手筈を定め今後の対策を迅速に行うこと、陸軍航空機を海上へ迅速に引き出すこと、（特攻兵器を含む）奇襲兵器促進掛を設けて実行委員長を定めることを省部に指示した。これによって7月1日、大森仙太郎が海軍特攻部長に発令された。
サイパン陥落で反東條に併せて反嶋田の動きが起こり、7月17日に海相を辞任。8月に軍令部総長も辞任。8月2日に軍事参議官となる。1945年（昭和20年）1月20日、予備役編入。

### 東京裁判
終戦後、A級戦犯に指名され、憲兵が身柄拘束のために高輪の自宅に訪れた際には、英語で「騒ぐな、自分は自殺しない」と言って連行されていった。新聞記者から感想を求められると「腹を切ってお詫び申し上げようと思ったが、ポツダム宣言を忠実に履行せよとの聖旨に沿う為、この日が来るのを心静かに待っていた」などと回答した。
極東国際軍事裁判では太平洋戦争の対米開戦通告問題につき、「海軍は無通告を主張したことはない」と主張。しかし、東郷元外相は、海軍は米側に対する無通告攻撃を考えているので最後まで外務省は対米交渉を続けていて欲しいと嶋田から依頼を受けたこと、さらに、巣鴨拘置所でこのことを話せば身のためにならないと脅されたことを暴露した。これに対し、嶋田は、「身のためにならない」とは米軍からどのような目にあわされるか、文字通り東郷の身を心配をして言ったものだと主張、「われわれは東郷が、われわれの注意によって、まさかああいうばかばかしいことを言おうとは思っておりません。まことに言いにくいのでありますが、彼は外交的手段を使った、すなわち、イカの墨を出して逃げる方法を使った、すなわち、言葉を換えれば、非常に困って、いよいよ自分の抜け道を探すために、とんでもない、普通使えないような脅迫という言葉を使って逃げた」と反論している。
裁判の終わりごろにはA級の平和に対する罪だけでは死刑になることはなく、BC級の捕虜・民間人の虐待・虐殺といった一般の戦争犯罪に該当しない限り、死刑になることはないという観測が取材記者らには広がっていた。しかし、嶋田の場合、太平洋戦争中の洋上や島嶼部での海軍による虐殺につき、中央で方針を決定したのではないかとして関与が疑われていた。結果は、この点については証拠不十分とされ、死刑は免れた。しかし、判事の投票では11人中5人が死刑賛成であった。日本と同じ大陸法系で植民地を持つ帝国主義国家でもあったオランダのベルト・レーリンク判事は、全般的に中間的立場に立つ傾向があったが、この時のレーリンクは、嶋田については、死刑賛成の立場を取っている。結局、嶋田は1948年（昭和23年）11月12日、終身禁錮刑判決を受けた。11人中5人が死刑賛成といった、僅か1票差で死刑を免れたのは、他に荒木貞夫・大島浩・木戸幸一だけだった。終身刑の判決を受けた後、「生きていられる」と言って笑っていたと、武藤章が日記に書いている。この間に海軍大臣や戦犯などを理由に公職追放者となった。
1955年（昭和30年）、仮釈放後赦免される。いくら頼まれても回想録の執筆も回想談も断り続け、その姿勢は「敗軍の将兵を語らず」と評された。海上自衛隊の練習艦隊壮行会に出席して挨拶したことがあり、それを聞いた井上成美は「恥知らずにも程がある。人様の前へ顔が出せる立場だと思っているのか」と激怒したという。
1976年（昭和51年）6月7日、冠動脈硬化のため死去。満92歳没。墓所は豊島区盛雲寺。
妻は陸軍中将・筑紫熊七の娘・ヨシ、義弟に海軍少将・光延東洋がいる。

## 年譜
- 1904年11月14日 - 海軍兵学校卒業（32期）、卒業成績191人中27番
- 1905年8月31日 - 海軍少尉に任官
- 1907年9月28日 - 海軍中尉に進級
- 1909年10月11日 - 海軍大尉に進級
- 1910年5月23日 - 海大乙種学生
- 1913年12月1日 - 海大甲種学生
- 1915年 - 海軍大学校卒業（13期）
  - 12月13日 - 海軍少佐に進級
- 1916年2月10日 - 駐イタリア大使館（イタリア語版）付武官
- 1920年12月1日 - 海軍中佐に進級
- 1923年12月1日 - 海軍大学校教官
- 1924年12月1日 - 海軍大佐に進級
- 1926年12月1日 - 第七潜水隊司令
- 1928年8月20日 - 軽巡洋艦「多摩」艦長
  - 12月10日 - 戦艦「比叡」艦長
- 1929年11月30日 - 海軍少将に進級。第二艦隊参謀長
- 1930年12月1日 - 連合艦隊参謀長 兼 第一艦隊参謀長
- 1931年12月1日 - 海軍潜水学校校長
- 1932年2月2日 - 第三艦隊参謀長
  - 6月28日 - 海軍軍令部第三班長
  - 11月15日 - 海軍軍令部第一班長
- 1933年10月1日 - 軍令部第一部長
- 1934年11月15日 - 海軍中将に進級
- 1935年12月2日 - 軍令部次長
- 1937年12月1日 - 第二艦隊司令長官に親補される
- 1938年11月15日 - 呉鎮守府司令長官に親補される
- 1940年5月1日 - 支那方面艦隊司令長官に親補される
  - 11月15日 - 海軍大将に親任される
  - 11月15日 - 軍事参議官に親補される
- 1941年9月1日 - 横須賀鎮守府司令長官に親補される
  - 10月18日 - 東條内閣で海軍大臣を拝命（- 1944年7月17日）
- 1944年2月21日 - 兼ねて軍令部総長に親補される
  - 8月2日 - 軍事参議官に親補される
- 1945年1月20日 - 予備役編入

## 栄典
位階
- 1905年（明治38年）10月4日 - 正八位[15]
- 1907年（明治40年）11月30日 - 従七位[16]
- 1909年（明治42年）12月20日 - 正七位[17]
- 1915年（大正4年）1月30日 - 従六位[18]
- 1920年（大正9年）3月30日 - 正六位[19]
- 1930年（昭和5年）1月16日 - 正五位[20]
- 1934年（昭和9年）12月1日 - 従四位[21]
- 1937年（昭和12年）12月15日 - 正四位[22]
- 1940年（昭和15年）12月2日 - 従三位
- 1942年（昭和17年）12月15日 - 正三位[23]

勲章等
| 受章年                    | 略綬 | 勲章名             | 備考 |
| ------------------------- | ---- | ------------------ | ---- |
| 1912年（明治45年）5月24日 |      | 勲五等瑞宝章       |      |
| 1915年（大正4年）11月10日 |      | 大礼記念章（大正） |      |
| 1933年（昭和8年）10月5日  |      | 勲二等瑞宝章       |      |
| 1939年（昭和14年）4月13日 |      | 勲一等瑞宝章       |      |
| 1940年（昭和15年）4月29日 |      | 功二級金鵄勲章     |      |
| 1941年（昭和16年）9月13日 |      | 勲一等旭日大綬章   |      |

外国勲章佩用允許
| 受章年                     | 国籍         | 略綬 | 勲章名                         | 備考 |
| -------------------------- | ------------ | ---- | ------------------------------ | ---- |
| 1920年（大正9年）5月22日   | イタリア王国 |      | 王冠第三等勲章                 |      |
| 1920年（大正9年）5月22日   | イタリア王国 |      | サンモーリスエラザル第四等勲章 |      |
| 1937年（昭和12年）11月22日 | ドイツ国     |      | ドイツ鷲大十字勲章             |      |
| 1942年（昭和17年）2月9日   | タイ王国     |      | 白象第一等勲章                 |      |
| 1943年（昭和18年）6月2日   | 中華民国     |      | 特級同光勲章                   |      |

## 関連文献
- 『海軍大将 嶋田繁太郎備忘録・日記 I備忘録』、2017年9月
- 『海軍大将 嶋田繁太郎備忘録・日記 III』、2020年5月。全3巻予定
軍事史学会編、黒沢文貴・相澤淳監修、錦正社